# Эванс, Фома Яковлевич
Фома Яковлевич Эванс (1785—1849) — лектор английского языка и английской словесности в Московском университете.

## Биография
Родился в небогатой дворянской семье. Обучение древним языкам, богословию и историческим наукам получил в училище при соборе города Глочестера. Приехал из Англии в Россию (1804 или 1805) и с этого момента работал учителем английского языка в Москве. По предложению А. К. Разумовского был назначен лектором английского языка и английской словесности в Московском университете. Занимал эту должность до 1826 года, когда был уволен в отставку по собственному прошению. На университетских лекциях объяснял своим слушателям избранные места из сочинений английских классиков, излагал краткое обозрение истории английской словесности и предлагал практические упражнения. Необыкновенно приятное произношение при чтении стихов и эстетический вкус при разборе произведений писателей были отличительными чертами его преподавания. В 1827 году Ф. Эванс уехал за границу.
Ф. Эванс владел в совершенстве (помимо английского) французским, немецким и русским языками. Являлся специалистом по древней литературе, греческой и римской. Имея глубокие знания в ботанике, являлся членом Общества естествоиспытателей в Москве, а некоторое время секретарём этого общества. Был хорошим музыкантом и художником. Многие известные люди в Европе ценили его знания. Он был близко знаком с Львом Гольдбахом, Роберьом Броуном, Джоном Линдли, Людвигом Райхенбахом, Джорджем Бентамом и состоял с ними в переписке. О его статье: Notices sur les corpolites, опубликованной в записках Общества натуралистов, упоминает профессор У. Баклэнд в своём сочинении и английский журнал Edinburgh Review отзывается о ней с большим уважением. Эванс, как филолог, собирал также материалы для философской грамматики, но болезнь глаз, которой он начал рано страдать, помешало ему довести работу до конца.
Последние годы жизни Эванс провёл в одном московском доме, окружённый заботами семейной любви. Его предсмертная болезнь была непродолжительна и в этот период ни днём ни ночью его не покидали соотечественники и друзья. Эванс скончался 16 января 1849 года в возрасте 64 лет. Похоронный обряд был совершён в английской церкви.